# Sisicottus quoylei
Sisicottus quoylei là một loài nhện trong họ Linyphiidae.
Loài này thuộc chi Sisicottus. Sisicottus quoylei được František Miller miêu tả năm 1999.